# Falsoropica javaensis
Falsoropica javaensis är en skalbaggsart som beskrevs av Stefan von Breuning 1982. Falsoropica javaensis ingår i släktet Falsoropica och familjen långhorningar. Inga underarter finns listade i Catalogue of Life.